# Wiktor Mirosznyczenko
Wiktor Wołodymyrowycz Mirosznyczenko (ukr. Віктор Володимирович Мірошниченко, ur. 1 grudnia 1959 w Doniecku) – ukraiński bokser walczący w barwach ZSRR, wicemistrz olimpijski z 1980, wicemistrz świata i mistrz Europy.
Zdobył srebrny medal w wadze muszej (do 51 kg) na letnich igrzyskach olimpijskich w 1980 w Moskwie. W turnieju olimpijskim pokonał Jorge Hernándeza z Kuby, Henryka Średnickiego i w półfinale Jánosa Váradiego z Węgier, a w finale uległ Petyrowi Lesowowi z Bułgarii.
Zwyciężył w wadze koguciej (do 54 kg) na mistrzostwach Europy w 1981 w Tampere, wygrywając w półfinale z Dumitru Cipere z Rumunii i w finale z Samim Buzolim z Jugosławii. Na mistrzostwach świata w 1982 w Monachium wywalczył w tej kategorii srebrny medal, po zwycięstwach m.in. nad Cipere w ćwierćfinale i Klausem-Dieterem Kirchsteinem z Niemieckiej Republiki Demokratycznej. W finale pokonał go Floyd Favors ze Stanów Zjednoczonych.
Mirosznyczenko był mistrzem ZSRR w wadze muszej w 1980 oraz brązowym medalistą w wadze muszej w 1978 i w wadze koguciej w 1984.